# نياز (مقاطعة دهغلان)
نياز (بالفارسية: نیاز) هي قرية تقع في قسم ايلان الشمالي الريفي (مقاطعة دهغلان) في إيران. يقدر عدد سكانها بـ 381 نسمة .